# Abu Sa'id Uthman III
Abū Saʿīd ʿUthmān ibn Aḥmad (in arabo أبو سعيد عثمان بن أحمد‎?; ... – 1421) è stato il penultimo sultano merinide del Maghreb al-Aqsa (attuale Marocco). Era figlio di Abū l-ʿAbbās Aḥmad. Succedette al trono al fratello Abū ʿĀmir ʿAbd Allāh nel 1398, regnando fino al 1421, anno del suo assassinio ad opera di un visir. A seguito della sua uccisione venne nominato sultano il figlio Abū Muḥammad ʿAbd al-Ḥaqq, che aveva solo un anno, ultimo sultano della dinastia.

## Biografia

### Gibilterra
Nel 1410 la guarnigione di Gibilterra si ribellò contro il sultano nasride del Sultanato di Granada, Yūsuf III, giurando fedeltà al merinide Abū Saʿīd ʿUthmān III. Questi mandò suo fratello Abū Saʿīd alla guida di un esercito di circa 1.000 cavalieri e 2.000 fanti con cui occupò la città. Abū Saʿīd occupò vari castelli della zona, così come i porti di Estepona e Marbella. Una controffensiva granadina partì nel 1411, costringendo Abū Saʿīd ad asserragliarsi a Gibilterra. Un figlio di Yūsuf III, Aḥmad, assediò Gibilterra, infliggendo molti danni ai magrebini. Un simpatizzante dei Nasridi nel presidio della città aiutò gli assedianti ad entrare in città. I granadini assaltarono il Castello Moresco, costringendo Abū Saʿīd ad arrendersi, restaurando il controllo nasride su Gibilterra.
I Nasridi fornirono un esercito ad Abū Saʿīd, con cui questi salpò per il Marocco, ribellandosi e tentando di detronizzare il fratello Abū Saʿīd ʿUthmān III, senza successo.

### Ceuta
Nel 1415 il re Giovanni I del Portogallo attaccò e conquistò Ceuta, una delle principali città portuali e commerciali del Mediterraneo. Questa conquista segnò l'inizio dell'espansione europea oltreoceano. I portoghesi colsero i mori di sorpresa, riuscendo a conquistare la città senza subire molte perdite. Secondo Leone l'Africano, Abū Saʿīd ʿUthmān III era impegnato in danze, banchetti e feste nel suo castello quando gli venne portata la notizia della conquista portoghese di Ceuta, e disse di non disturbarlo per degli affari di poco conto come quelli. Dovettero passare quattro anni prima che, nel 1419, Abū Saʿīd ʿUthmān III, con il sostegno del Sultanato di Granada, assediasse la città, ma nel frattempo i portoghesi avevano ben fortificato la città, portando al fallimento l'assedio merinide.

### Assassinio e successione
Il fallimento della riconquista di Ceuta fece crollare la popolarità di Abū Saʿīd ʿUthmān III e velocizzò il declino dello Stato merinide. Abū Saʿīd ʿUthmān III venne assassinato nel 1421 da un suo visir che scoprì che il sultano aveva una relazione con la propria moglie. Un membro della famiglia di visir Wattasidi, il governatore di Salé Abū Zakariyā Yaḥyā al-Wattāṣī si affrettò a raggiungere a Fāṣ e a prendere il controllo del palazzo reale, nominando sultano il figlio di Abū Saʿīd ʿUthmān III, Abū Muḥammad ʿAbd al-Ḥaqq II, che aveva appena un anno, e nominò se stesso visir e reggente del sultano.